# Floastad
Floastad [fluːastaː] är en by i Svartrå socken i Falkenbergs kommun i Halland. Där den ursprungliga bykärnan är belägen går väg N 786 medan en annan klunga av gårdar (friköpta f.d. torp) ligger vid väg N 782 norr och öster om Skinnarlyngens gamla järnvägsstation. I byn rinner Österbäcken (som ingår i Högvadsåns vattensystem) upp.
Idag (2010) består byn av sex lantbruksfastigheter, tre villor samt ett fritidshus, totalt nio hushåll. Genom senare tiders fastighetsregleringar har mark som tidigare hört till byn förts över till både Kogstorp och Skinnarlyngen. Det geografiska läget på den nordliga delen av byn gör även att man där hellre räknar sig tillhöra Skinnarlyngen.
Delar av Floastad bildar sedan år 2009 naturreservatet Floastad. Områdets kärna hör till byn Floastad som fram till 1787 var ett frälsehemman, vilket inneburit att ekskogen förblev relativt fredad. Även Kogstorp och Svartrå by har fått släppa till mark till reservatet.

## Historia
Byn Floastad var ursprungligen (redan på den danska tiden) på 1 helt mantal frälsehemman och finns först omnämnd 1609, och kallas i gamla jordeböcker Nils Jönsgård. Gårdarna var ursprungligen tre till antalet och ägdes av olika adelsfamiljer som arrenderade ut dem till bönderna som bodde på gårdarna. År 1729 hette ägaren Hård och under andra halvan av 1700-talet ägdes gården av familjen Lagercrantz på säteriet Hovgård i Rolfstorps socken. Vi vet det eftersom gårdarna överlämnades av familjen till kronan, för att strax därefter friköpas av arrendatorerna. Laga skifte genomfördes år 1868, varvid endast en av de då fyra gårdarna behövde flytta ut från den gamla bytomten.
I Österbäcken, med en fallhöjd på 15 m, har inte mindre än tre skvaltkvarnar legat. Vattenflödet reglerades dels genom en nu försvunnen damm, dels genom vattenrännor av trä som ledde till de olika kvarnarna. Inom detta område har även ortens samfällda ler- och sandtäkt legat. Leran och sanden användes för att framställa kline – ett slags primitivt murbruk till skorstenar och ugnar. Framme på en av byns gamla gårdsplaner ligger fortfarande en stor (omkring 2 meter i diameter) flat s.k. lersten där just sanden och leran ältades (blandades) samman till ett murbruk med behändig konsistens innan den transporterades vidare till slutanvändaren.
Öster om Skinnarlyngens f.d. järnvägsstation låg en för stora delar av socknen gemensam viktig samfälld bränntorvmosse, den ca 7 ha stora Vägghallsmôse.
Mellan åren 1894 och 1959 gick Falkenbergs Järnväg (FJ – även kallad Pyttebanan) genom byns ägor. Vid byn omedelbart öster om väg N 786 låg en officiell hållplats som kallades Floasta vilken var utrustad med perrong och en semafor för att signalera påstigande till lokföraren. Där den smalspåriga järnvägen korsade väg N 786 anlades år 1931 Pyttebanans första bevakade järnvägsövergång. Efter nedläggningen blev den gamla banvallen mellan Floastad och Ullared ombyggd till enskild väg, och en vägsamfällighet bildades år 1968 vilken förvaltas av Kogstorps vägförening.
Likaså gick mellan åren 1911 och 1961 även Varberg-Ätrans Järnväg (WbÄJ) genom byns nordligare del och det anlades även en station där kallad Skinnarlyngen och vars stationsområde sitt namn till trots delvis, i likhet med lanthandeln på fastigheten Johansdal (vilken hade verksamhet kvar en bit in på 1970-talet), ligger inom ägovidden för byn Floastad.

## Bebyggelsenamn
De tre ursprungliga gårdarna tycks inte ha haft några personliga namn, men en backstuga och de flesta av de gamla torpen har haft bebyggelsenamn. Det geografiska läget ute på de gamla utmarkerna långt från den ursprungliga bykärnan, har under 2000-talet givit de flesta fastigheterna i listan nedan adresser som ger intrycket att de hör till grannbyn Skinnarlyngen trots att dessa fortfarande ligger inom Floastads ägovidd.
- Björkbacken (2007 – ). En villa. Namnet är nytt.
- Johansdal (1911 – ). En lanthandel. Numera privatbostad.
- Libergshus (cirka 1890 – 1908). En backstuga.
- Môsen (cirka 1791 – ). Först en backstuga, sedan[8] ett torp från 1829, friköpt i början av 1890-talet.
- Slätten / Vägghalls måse (1868 – ). Ett torp, friköpt 1936 (stod öde åren 1924 – 1937 och det gamla boningshuset flyttat till Parkhaga i Släryd).
- Sofieberg (1909 – ). En villa.
- Vägghall (ca 1819 – ). Ett torp, friköpt 1908.

## Övrigt

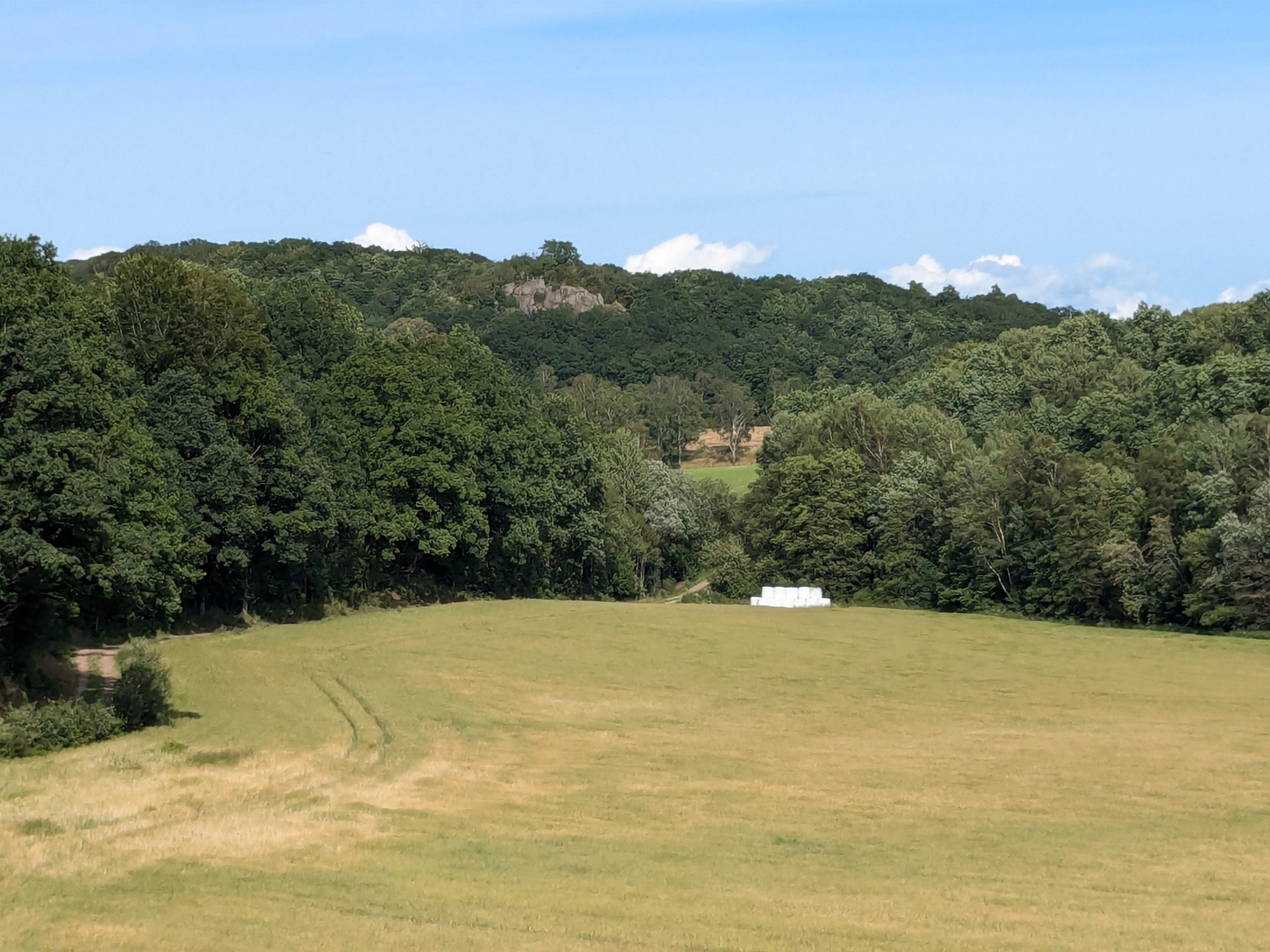
Skrabbajär och Ängabjär (från väster)

Skrabbabjär inom naturreservatet Floastad är enligt folktraditionen en s.k. ättestupa med en 35 meter hög lodrät bergvägg i väster, vilket också gjort berget till en populär utsiktsplats.

### Fotnoter
1. ↑  Som källa för arealuppgiften har använts ”Beskrivning till [ekonomiska] kartan över Köinge, Okome och Svartrå socknar inom Faurås härad och Hallands län upprättad i Rikets Allmänna Kartverk år 1925”, vilket har sin förklaring dels i dess noggranna redogörelse för de då rådande förhållandena, dels för att fastighetsregleringar under senare år så radikalt har ritat om fastighetskartorna att ibland både byanamn raderats ut och historiska församlingsgränser flyttats. 1925 års beskrivning kan därför sägas utgöra den skriftliga källa som bäst speglar den (historiska) mantalssättning som rått sedan 1600-talets mitt och även det namnskick som (trots fastighetsregleringar) ännu råder på orten.
2. ↑  Ur Ekstraskattemandtaller 1638; Heele Stedegaarde . . . Joenn Nielsenn i Floestad . . . Inndister . . . Suend Nielsen i Floestad, Haagen Börresen ibm, Börre Haagensen.
3. ↑  Gravsten på Svartrå kyrkogård; Ŋ H S i ƒLOҼSTA OBIIT [död] 1609 DҼŊ 1 IUŊI (senare stavning i Ml och Jb 1612; "Fluestadt")
4. ↑  Ur Hallands Landsbeskrifning 1729; "Floastad 1 mtl utsockn. Frälse, Anders Anders 1/3, Nembdemn. Oluf Swenson 1/3 samt Lars Börgeson 1/3 . . . Herr Ryttmästar Hårds gambla Frälse".
5. ↑  Ett till köpehandlingar i domboken 1812 bifogat utdrag ur jordeboken säger att hela hemmanet Floastad varit "gammalt skattefrälse", men 1787 blivit "uppgifwit till Kronan". Det gick troligen till på det sättet att frälseägaren, någon medlem av familjen Lagercrantz på säteriet Hovgården, Rolfstorp, mot hemmanet Floastad av Kronan bytte till sig ett hemman som ur hans synpunkt var bättre beläget. I domboken 1774 står att hemmanet Floastad då lydde under Hovgården.
6. ↑  Gårdsgenealogier finns gjorda för samtliga gårdar inom f.d. Okome pastorat av släktforskaren Ingemar Rosengren
7. ↑  Till häradsrätten inlämnades en förteckning över delägarna 1849 i Vägghallsmossen. Det var åborna i Skinnarlyngen, Floastad och hela Svartrå by (utom Korsagård), samt torparna på Sörehagen, Vägghall, Ljungliden och Betesåsen
8. ↑  Bosättningen Môsen redovisas som ”Backstuga” vid Släryd och/eller under Skinnarlyngen fram till 1811 och redovisas därefter under Floastad till ca 1821. Torpet tillhör därefter Svartrå by. Torpet överförs 1860 åter till Floastad i samband med ägobyte och reglering av ägoblandade hemman inom Svartrå bys, Floastads och Skinnarlyngens skifteslag